# Zarząd Transportu Miejskiego w Kielcach

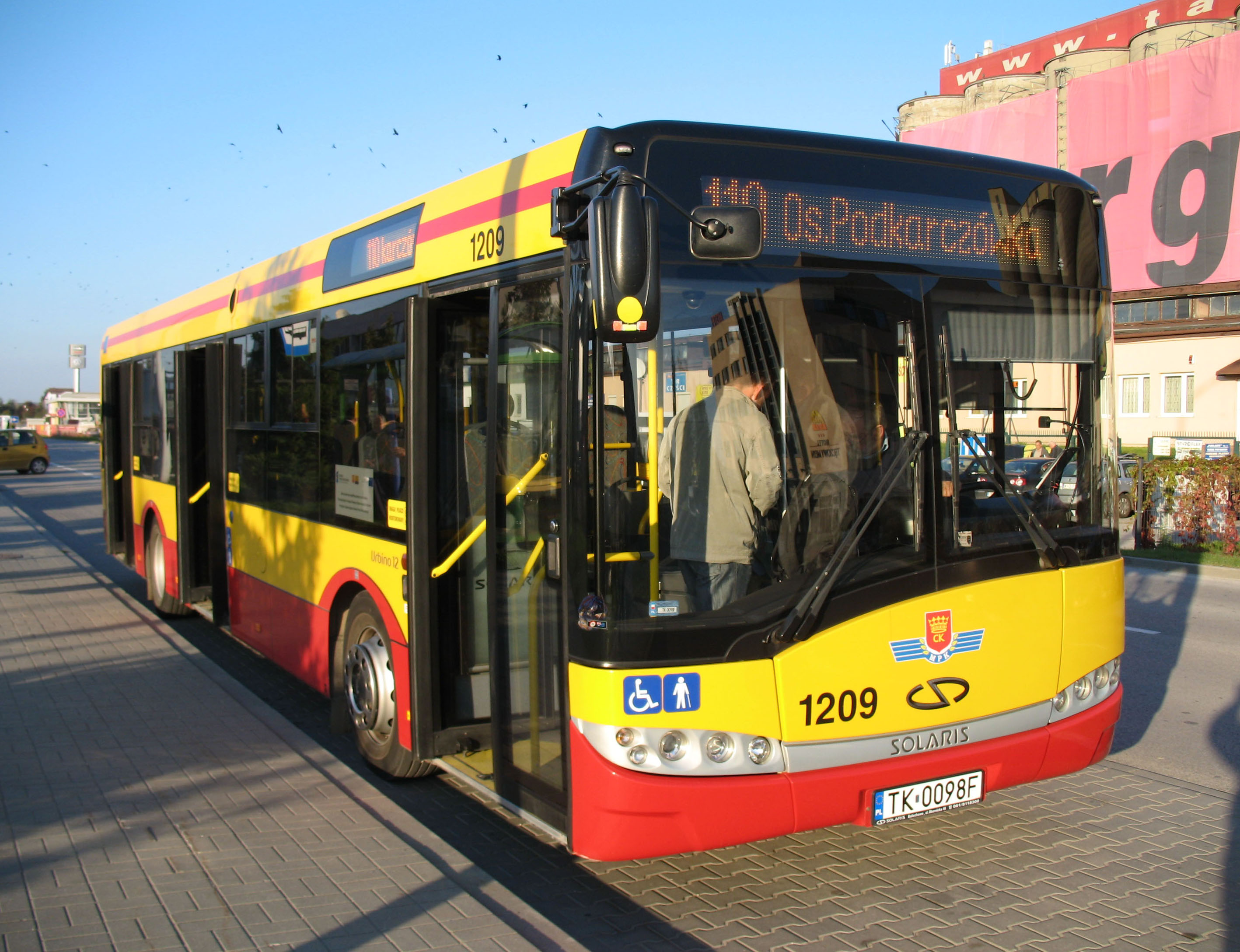
Solaris Urbino 12

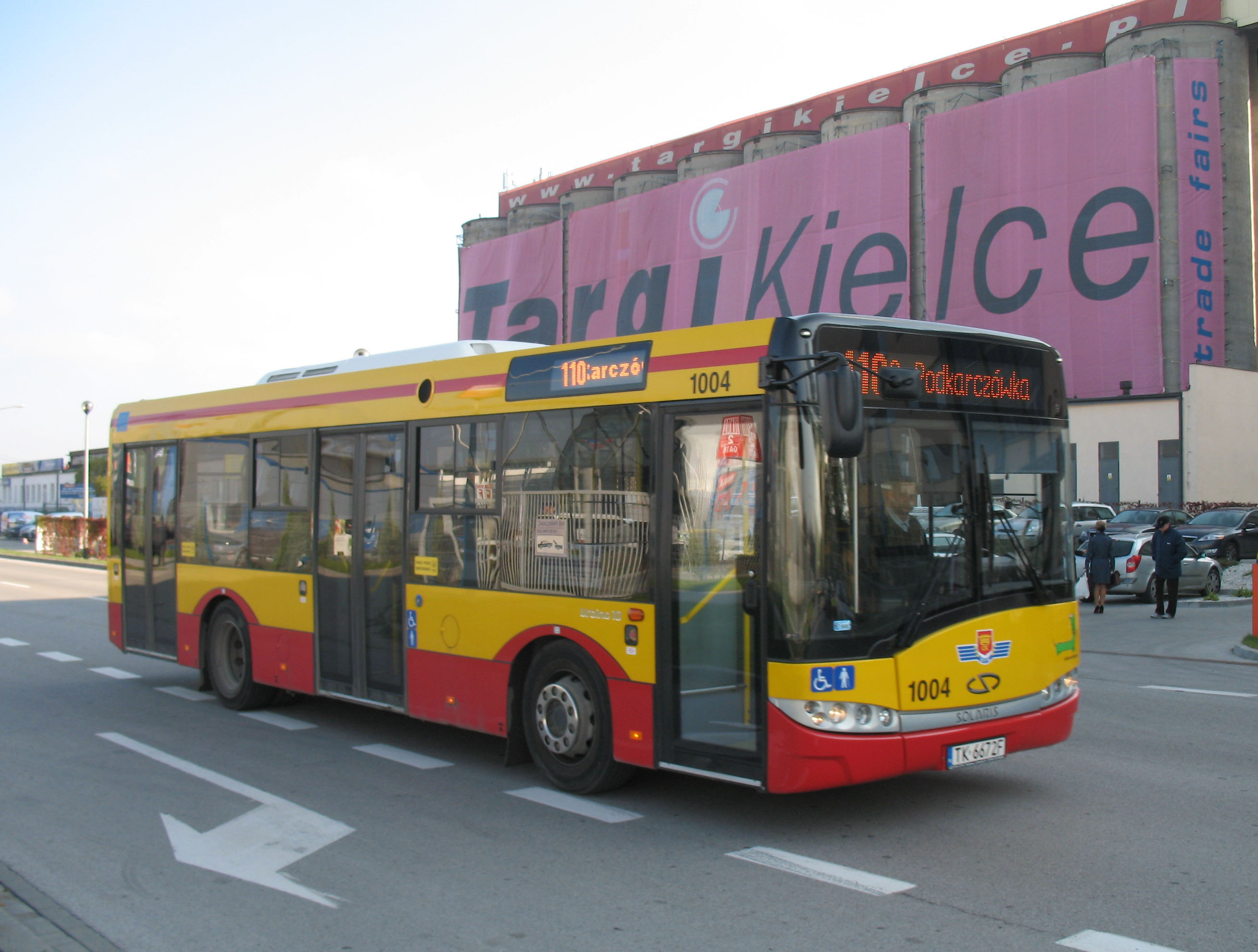
Solaris Urbino 10

Zarząd Transportu Miejskiego w Kielcach (ZTM) – organ samorządu Kielc zajmujący się organizacją i zarządzaniem pasażerskim zbiorowym transportem miejskim. Zarząd Transportu Miejskiego w Kielcach powstał z dniem 1 lipca 2003 roku powołany przez Radę Miasta Kielce w formie zakładu budżetowego. Przedmiotem działania Zarządu jest zaspokajanie potrzeb ludności w zakresie lokalnego transportu zbiorowego, a w szczególności: planowanie, organizacja i zarządzanie transportem zbiorowym.

## Siedziba
W momencie powołania ZTM-u siedzibą zostało pomieszczenie w kamienicy przy ul. Głowackiego 4 i pozostawało nim przez 21 lat. W grudniu 2024 roku przeniesiono siedzibę z ul. Głowackiego na I piętro dworca kolejowego Kielce Główne.

## Przewoźnicy
Obsługę linii komunikacyjnych ZTM zapewniają spółki samorządowe:
- MPK Kielce (do 31 sierpnia 2023 r. na wszystkich liniach, od 1 września 2023 roku na części linii)
- BP Tour (od 1 września 2023 r.)

## Zadania
W ramach organizowania transportu zbiorowego do zadań ZTM-u należy:
- prowadzenie badań rynku usług transportu zbiorowego w celu określania potrzeb transportowych mieszkańców
- planowanie sieci i układu linii w zakresie komunikacji miejskiej
- opracowywanie założeń do rozkładów jazdy
- prowadzenie postępowań z zakresu zamówień publicznych na wykonywanie usług transportu zbiorowego
- kontrola nad świadczeniem usług przewozowych pod względem ich zgodności z warunkami umów
- promocja transportu publicznego.

## Przetargi na obsługę linii komunikacyjnych

### 2007 rok
W 2007 roku ZTM Kielce ogłosił 10-letni przetarg na obsługę miejskich linii autobusowych. MPK należało wówczas do miasta, stało jednak na skraju upadłości. Rozważano możliwość prywatyzacji MPK, m.in. przez spółkę Veolia Transport, która uzależniła chęć przejęcia MPK od pozyskania przez niego zamówienia. Ostatecznie MPK wygrało przetarg, jednak spowodowało to wybuch strajku 14 sierpnia 2007 r. z obawy przed redukcją etatów w prywatnej spółce. Komunikacja miejska przez kilkanaście dni funkcjonowała w okrojonym wymiarze. Miasto postanowiło zerwać umowę pomiędzy ZTM a MPK i rozpocząć likwidację spółki. Ostatecznie, 30 sierpnia 2007 zakończono strajk podpisaniem porozumienia pomiędzy pracownikami MPK a miastem na mocy którego odstąpiono od likwidacji spółki, a restrukturyzacja objęła powstanie spółki Kieleckie Autobusy. Stała się ona właścicielem MPK, a udziały w niej (początkowo 55%, później 70%) przekazano pracownikom MPK. W latach 2008–2018 komunikacja miejska w Kielcach jest obsługiwana na mocy dwóch umów pomiędzy ZTM a MPK. Część autobusów zjedzie z ulic Kielc z końcem 2017, a część z końcem 2018 roku.

### 2017 rok
W kwietniu 2017 roku ZTM Kielce ogłosił przetarg na dziesięcioletnią (2018-2027) obsługę linii komunikacji miejskiej w Kielcach i gminach ościennych. Do wykonania zadania potrzebne jest 148 autobusów różnych rodzajów, w tym 25 autobusów hybrydowych należących do ZTM, 5 autobusów MIDI, 87 autobusów MAXI oraz 31 MEGA (przegubowych). Średni wiek taboru nie może przekraczać 8 lat w całym czasie trwania umowy, najstarsze autobusy mogą mieć do 20 lat. Doświadczenie wymagane w przetargu to świadczenie usług przewozowych w ciągu 3 ostatnich lat na co najmniej 60 mln zł. Kielecki przetarg ZTM oceniło na 10 297 wkm i kwotę 601 475 342,59 zł netto.
Jeszcze przed terminem składania ofert nie zabrakło odwołań prywatnych przewoźników do Krajowej Izby Odwoławczej. Swoje wnioski złożyli ITS Michalczewski oraz Mobilis. KIO przychyliło się do niektórych wniosków przewoźników (termin rozpoczęcia realizacji umowy 5 miesięcy po jej podpisaniu, a nie 1 stycznia 2018 i brak obowiązku wypisania z nazwiska kierowców oraz pracowników technicznych), odrzuciło jednak wnioski o zmianę wymagań co do wieku taboru i lokalizacji bazy autobusowej.
9 czerwca 2017 roku nastąpiło otwarcie ofert w siedzibie ZTM. Wpłynęły dwie:
- ITS Michalczewski Radom na kwotę 5,62 zł/wkm netto,
- MPK Kielce na kwotę 6,08 zł/wkm netto[7].

Jednocześnie prezes spółki Michalczewski oświadczyła, że jeśli ZTM wybierze ofertę firmy z Radomia to będzie ona obsługiwana jedynie fabrycznie nowymi autobusami, podczas gdy MPK dysponuje zróżnicowanym taborem pod względem wieku.
ZTM Kielce zażądał od Michalczewskigo informacji dotyczących bazy, według wymagań przetargu, na terenie miasta Kielce. Spółka Michalczewski przedstawiła jednak tylko część dokumentów żądanych przez ZTM uzasadniając to ostrożnością i zbyt krótkim czasem na przygotowanie odpowiednich dokumentów. Jednocześnie złożył odwołanie do KIO w sprawie bezprawności żądanych przez ZTM dokumentów i działaniom ZTM utrudniającym uczciwą konkurencję. Jednocześnie NSZZ „Solidarność” wyraziła poparcie dla MPK i zaapelowała do ZTM o "racjonalny wybór". Sprawa wywołała także odzew Stowarzyszenia Przyjazne Kielce, który poparł spółkę Michalczewski ze względu na lepszą jakość usług w niższej cenie. Stowarzyszenie złożyło także zawiadomienie do prokuratury o możliwości popełnienia przestępstwa przez ZTM.
21 września 2017 roku ZTM Kielce dokonał wyboru najkorzystniejszej oferty, którą złożyło Miejskie Przedsiębiorstwo Komunikacyjne. Tańsza oferta została odrzucona ze względu na niespełnienie jednego z wymagań przetargu, jakim jest posiadanie odpowiedniej bazy na terenie Kielc. Swoją decyzję umotywowano ekspertyzą Politechniki Świętokrzyskiej oraz ratusza. Spółka Michalczewski złożyła jednak kolejne odwołanie do KIO, która rozstrzygnęła spór na korzyść prywatnej firmy. Według wyroku, ZTM musi dokonać ponownej oceny i wyboru najkorzystniejszej oferty. ZTM odwołał się jednak Sądu Okręgowego od decyzji KIO. Na czas rozprawy podpisano krótkoterminową umowę pomiędzy ZTM i MPK. Ostatecznie Sąd Okręgowy 11 stycznia 2018 roku stwierdziło, że firma z Radomia nie była w stanie zrealizować wymagań ZTM, w związku z czym słusznie została wykluczona z przetargu.

### 2023 rok
Na początku stycznia 2023 roku ogłoszono przetarg na realizację usług w ramach "małego" kontraktu, który obejmuje linie o numerach powyżej 100, na których kursują autobusy zakupione dzięki dofinansowaniu unijnemu. 6 lutego doszło do unieważnienia tego przetargu, ponieważ nie została zgłoszona żadna oferta. MPK uznało, że ewentualne kary są zbyt surowe, a system waloryzacji cen za wozokilometr za nieakceptowalne.
Ponownie przetarg ogłoszono w lutym, jednak i tym razem nikt nie zgłosił oferty. Pomimo częściowego złagodzenia wymagań przez ZTM, MPK dalej uznało zgłoszenie się do przetargu za zbyt ryzykowne. Podkreślono również, że autobusy, którymi mają być realizowane te kursy są już awaryjne ze względu na wiek.
W maju ogłoszono trzeci przetarg na obsługę komunikacyjną autobusów zakupionych z dofinansowaniem unijnym, który został podzielony na 3 mniejsze kontrakty. Ostatecznie wpłynęły 2 oferty, jednak żadna z nich nie należała do MPK. Oferty złożyły BP Tour Regio Sp. z o. o. z Lublina oraz Robert Opara Przewóz Osób ze Strawczyna. Ostatecznie wybrano ofertę firmy z województwa lubelskiego, która wyceniła swoje usługi na 45,5 mln zł. 

## Linie autobusowe

### Istniejące
| Nr linii             | Nr linii                                    | Kierunek | Warianty | Dni kursowania |
| -------------------- | ------------------------------------------- | --- | --- | -------------- |
|                      | 1                                           | Dobromyśl – Bukówka | Pietraszki – Bukówka Bukówka – Jagiellońska MPK Dobromyśl – Żytnia Krakowska MPK – Dobromyśl Krakowska MPK – Pietraszki | PN – ND        |
|                      | 2                                           | Sukowska – Kolberga | Suków Babie – Kolberga Posłowice – Kolberga Chorzowska – Kolberga Sukowska – Kolberga (przez Posłowicką) Kolberga – Jagiellońska / Piekoszowska Sukowska – Jagiellońska / Os. Czarnów Posłowice – Jagiellońska / Os. Czarnów Chorzowska – Jagiellońska / Os. Czarnów | PN – ND        |
|                      | 4                                           | Na Stadion – Os. Sieje | Os. Sieje – Krakowska / Kadzielnia | PN – ND        |
| 5                    | Pilotów / Dąbrowa – Zalesie                 | Pilotów / Dąbrowa – Dworzec Kolejowy Pilotów / Dąbrowa – Jagiellońska MPK Podklasztorna – Pilotów / Dąbrowa Podklasztorna – Os. Na Stoku Orląt Lwowskich – Jagiellońska MPK Krakowska MPK – Zalesie | PN – ND |                |
|                      | 7                                           | Samsonów – Dworzec Autobusowy | Dworzec Autobusowy – Kajetanów Dworzec Autobusowy – Kajetanów (przez Lekomin) Samsomów – Dworzec Autobusowy (przez Lekomin) Samsonów – Czarnowska / Dworzec Autobusowy | PN – ND        |
|                      | 8                                           | Kampus UJK – Os. Ślichowice | Os. Ślichowice – Żniwna Os. Ślichowice – Żytnia Os. Ślichowice – Szpital Wojewódzki Kampus UJK – Grunwaldzka / Mielczarskiego Żniwna – Żytnia Żniwna – Grunwaldzka / Mielczarskiego | PN – ND        |
|                      | 9                                           | Ćmińsk – Dworzec Autobusowy | | PN – ND        |
| 10                   | Ciekoty Żeromszczyzna – Dworzec Autobusowy  | Ciekoty Żeromszczyzna – Dworzec Autobusowy (przez Cedzynę Cmentarz) Dworzec Autobusowy – Cedzyna Zalew (przez Cedzynę Cmentarz) Ciekoty Żeromszczyzna – Czarnowska / Dworzec Autobusowy | PN – ND |                |
| 11                   | Borków – Dworzec Autobusowy                 | Borków – Dworzec Autobusowy (przez Suków Babie) Dworzec Autobusowy – Suków Babie Dworzec Autobusowy – Daleszyce | PN – ND |                |
| 12                   | Dworzec Autobusowy – Klonów                 | Dworzec Autobusowy – Barcza pętla Dworzec Autobusowy – Dąbrowa / Masłów Drugi Dworzec Autobusowy – Klonów (przez Dolinę Marczakową) | PN – ND |                |
|                      | 13                                          | Kolberga – Kampus UJK | Kolberga – Żniwna Kolberga – Grunwaldzka / Mielczarskiego Żniwna – Dworzec Kolejowy | PN – ND        |
|                      | 14                                          | Dworzec Autobusowy – Niestachów | Dworzec Autobusowy – Zagórska | PN – ND        |
| 18                   | Dworzec Autobusowy – Promnik                | Dworzec Autobusowy – Micigózd / Leśna Dworzec Autobusowy – Brynica szkoła Dworzec Autobusowy – Piekoszowska Dworzec Autobusowy – Jagiellońska / Os. Czarnów Micigózd / Leśna – Piekoszowska / Mieszka I | PN – ND |                |
| 19                   | Morcinka / działki – Bolechowice            | Morcinka / działki – Chorzowska Morcinka / działki – Krakowska MPK Morcinka / działki – Zawada Morcinka / działki – Bolechowice (przez Zawadę) Morcinka / działki – Nowiny Bolechowice – Krakowska Os. Podkarczówka Bolechowice – Morcinka / działki (przez Nowiny) | PN – ND |                |
|                      | 21                                          | Zagórze – Kruszelnickiego | Targi Kielce – Zagórze Kruszelnickiego – Czarnowska / Dworzec Autobusowy Targi Kielce – Czarnowska / Dworzec Autobusowy Zagórze – Czarnowska / Dworzec Autobusowy | PN – ND        |
| 23                   | Areszt Śledczy – Os. Podkarczówka           | Os. Podkarczówka – Kołłątaja | PN – SB |                |
| 24                   | Os. Świętokrzyskie – Kusocińskiego szpital  | Os. Świętokrzyskie – Wapiennikowa os. Kochanowskiego Kusocińskiego szpital – Tarnowska | PN – ND |                |
| 25                   | Targi Kielce – Klecka                       | Targi Kielce – Bukówka Targi Kielce – Klecka (przez Zakładową i Piekoszowską) Targi Kielce – Klecka (przez Zakładową i al. Szajnowicza-Iwanowa) Targi Kielce – Klecka (przez al. Szajnowicza-Iwanowa) Targi Kielce – Żytnia I (przez al. Szajnowicza-Iwanowa) Targi Kielce – Bukówka (przez Piekoszowską) Targi Kielce – Bukówka (przez al. Szajnowicza-Iwanowa) Targi Kielce – Bukówka (przez al. Szajnowicza-Iwanowa i Zakładową) Targi Kielce – Bukówka (przez Piekoszowską i Zakładową) Klecka – Żytnia Bukówka – Żytnia | PN – ND |                |
|                      | 26                                          | Os. Ślichowice – Cedzyna Zalew | Os. Ślichowice – Cedzyna Cmentarz Os. Ślichowice – Kolberga Os. Ślichowice – Piekoszowska / Mieszka I Os. Ślichowice – 1 Maja | PN – ND        |
| 27                   | Os. Ślichowice (okrężna)                    | Os. Ślichowice (okrężna; przez Trzuskawicę) Os. Ślichowice – Szpital / Wojewódzki Grunwaldzka / Jagiellońska – Os. Ślichowice Grunwaldzka / Jagiellońska – Os. Ślichowice (przez Trzuskawicę) | PN – ND |                |
| 28                   | Jaworznia / szkoła – Mójcza                 | Mójcza – Zalesie / Janów Mójcza – Zalesie / Janów (przez Aleksandrówkę) Mójcza – Jaworznia / szkoła (przez Janów Dolny) Mójcza – Piekoszów / szkoła (przez Janów Dolny) Mójcza – Łosień Mójcza – Łosień (przez Janów Dolny) Mójcza – Jagiellońska MPK Jaworznia / szkoła – Zagórska (przez Janów Dolny) Jaworznia / szkoła – Krakowska / Os. Podkarczówka Jaworznia / szkoła – Zagórska Jaworznia / szkoła – Mójcza (przez Aleksandrówkę) Łosień – Zagórska Łosień – Zagórska (przez Janów Dolny) Zalesie Gaj – Zagórska Zalesie Gaj – Zagórska (przez Aleksandrówkę) Zalesie Gaj – Zagórska (Przez Janów Dolny) Zalesie Gaj – Mójcza Zalesie Gaj – Mójcza (przez Aleksandrówkę) Zalesie Gaj – Mójcza (przez Janów Dolny) Zalesie Gaj – Krakowska / Os. Podkarczówka | PN – ND |                |
| 29                   | Os. Ślichowice (okrężna)                    | Os. Ślichowice (okrężna; przez Trzuskawicę) Os. Ślichowice – Szpital / Wojewódzki | PN – ND |                |
|                      | 30                                          | Os. Świętokrzyskie – Ściegiennego / Weterynaryjna | Os. Świętokrzyskie – Sukowska Ściegiennego / Weterynaryjna – Ściegiennego / I LO Żeromskiego | PN – ND        |
|                      | 31                                          | Chęciny cmentarz – Dworzec Autobusowy | Chęciny cmentarz – Dworzec Autobusowy (przez ul. Zelejową) Chorzowska – Dworzec Autobusowy Dworzec Autobusowy – Jagiellońska MPK | PN – ND        |
| 32                   | Dworzec Autobusowy – Samsonów               | Dworzec Autobusowy – Żelaznogórska Samsonów – Dworzec Autobusowy (przez Kostomłoty pętla) Samsonów – Czarnowska / Dworzec Autobusowy (przez Kołomań) Samsonów – Czarnowska / Dworzec Autobusowy | PN – ND |                |
| 33                   | Bukówka – Starogórska                       | Bukówka – Żytnia I Dywizjonu 303 – Żytnia Dywizjonu 303 – Suków Babie Dywizjonu 303 – Mójcza Suków Babie – Żytnia I | PN – ND |                |
|                      | 34                                          | Bukówka – Pileckiego | Bukówka – Żytnia Pileckiego – Żytnia I Bukówka – Popiełuszki / Wapiennikowa | PN – ND        |
| 35                   | Os. Podkarczówka – Os. Na Stoku             | Orląt Lwowskich – Jagiellońska MPK Os. Podkarczówka – Żytnia Os. Podkarczówka – Kołłątaja | PN – ND |                |
| 36                   | Areszt Śledczy – Os. Chęcińskie             | | PN – ND |                |
|                      | 38                                          | Dworzec Autobusowy – Mąchocice Kapitulne / Dolna | Dworzec Autobusowy – Ciekoty Żeromszczyzna Dworzec Autobusowy – Masłów Drugi / Marszałka Dworzec Autobusowy – Wola Kopcowa pętla | PN – ND        |
| 41                   | Dworzec Autobusowy – Krajno                 | Dworzec Autobusowy – Krajno (bez przejazdu przez Niestachów i Górno Zawadę) | PN – PT |                |
| 43                   | Dworzec Autobusowy – Skorzeszyce            | Skorzeszyce – Czarnowska / Dworzec Autobusowy | PN – ND |                |
|                      | 44                                          | Kusocińskiego szpital – Batalionów Chłopskich | Batalionów Chłopskich – Żytnia I Czarnowska / Dworzec Autobusowy – Częstochowska Częstochowska – Kusocińskiego szpital | PN – ND        |
|                      | 45                                          | Dworzec Autobusowy – Młynek Brudzowski | Dworzec Autobusowy – Brzeziny pętla (przez przystanek Morawica pętla) Dworzec Autobusowy – Radomice II Dworzec Autobusowy – Ściegiennego / Jawornia Dworzec Autobusowy – Obice Dworzec Autobusowy – Morawica Pętla Dworzec Autobusowy – Radomice II (przez przystanek Morawica szkoła) Morawica Pętla – Żytnia I Młynek Brudzowski – Dworzec Autobusowy (przez przystanek Morawica szkoła) Młynek Brudzowski – Żytnia I Radomice II – Żytnia I Brzeziny – Żytnia I | PN – ND        |
|                      | 46                                          | Os. Ślichowice – Os. Świętokrzyskie | Os. Ślichowice – Szpital Wojewódzki Os. Świętokrzyskie – Grunwaldzka / Mielczarskiego | PN – ND        |
|                      | 47                                          | Dworzec Autobusowy – Krajno | Dworzec Autobusowy – Krajno (przez Cedzynę Zalew) Dworzec Autobusowy – Cedzyna / cmentarz Dworzec Autobusowy – Leszczyny | PN – ND        |
|                      | 50                                          | Centrum Onkologii (okrężna) | Centrum Onkologii – Centrum Krwiodawstwa | PN – ND        |
| 51                   | Centrum Onkologii (okrężna)                 | Centrum Onkologii – Centrum Krwiodawstwa | PN – ND |                |
| 53                   | Morcinka / działki – Częstochowska          | Morcinka / działki – Urząd Wojewódzki Częstochowska – Okrzei rondo Częstochowska – Cedzyna cmentarz Cedzyna cmentarz – Urząd Wojewódzki | PN – ND |                |
| 54                   | Bukówka – Malików                           | Bukówka – Żytnia Jana Pawła II – Malików | PN – ND |                |
| 102                  | Kruszelnickiego – Os. Świętokrzyskie        | Kruszelnickiego – Os. Świętokrzyskie (z wjazdem na Massalskiego) Kruszelnickiego – Żytnia I Kruszelnickiego – Grunwaldzka / Mielczarskiego Os. Świętokrzyskie – Paderewskiego | PN – ND |                |
| 103                  | Olszewskiego I – Na Stadion                 | Olszewskiego I – Ściegiennego / Husarska | PN – ND |                |
| 107                  | Hubalczyków / Gruchawka – Centrum Onkologii | Hubalczyków / Gruchawka – Paderewskiego Hubalczyków / Gruchawka – Centrum Krwiodawstwa | PN – ND |                |
| 108                  | Bukówka – Os. Ślichowice                    | Os. Ślichowice – Popiełuszki / Wrzosowa | PN – ND |                |
| 112                  | Zagórska – Os. Pod Dalnią                   | Os. Pod Dalnią – Tarnowska | PN – ND |                |
| 114                  | Żniwna – Piekoszowska                       | Piekoszowska – Grunwaldzka / Mielczarskiego | PN – ND |                |
| 0W – linia bezpłatna | Urząd Miasta (okrężna)                      | Urząd Miasta – Seminaryjska / Tarnowska | PN – ND |                |
| 0Z - linia bezpłatna | Urząd Miasta (okrężna)                      | | PN – ND |                |
| F                    | Cedzyna cmentarz – Os. Na Stoku             | | SB – ND |                |
| Z                    | Cedzyna cmentarz – Os. Podkarczówka         | Os. Podkarczówka – Kołłątaja | SB – ND |                |
| N1 - nocna           | Os. Ślichowice – Os. Świętokrzyskie         | Os. Ślichowice – Jagiellońska MPK | PN – ND noc |                |
| N2 - nocna           | Bukówka – Os. Świętokrzyskie                | Os. Świętokrzyskie – Żytnia | PN – ND noc |                |

Legenda:
| Kolor | Wyjaśnienie                                                          |
| ----- | -------------------------------------------------------------------- |
|       | linia kursuje tylko na terenie miasta Kielce                         |
|       | linia kursuje na terenie miasta Kielce oraz miejscowości okolicznych |

### Sezonowe
| Linia | Trasa                                  |
| ----- | -------------------------------------- |
| 16    | Os. Świętokrzyskie – Wschodnia działki |
| 104   | Kampus UJK – Os. Sieje                 |
| T     | Dworzec Autobusowy – Tokarnia          |

### Zlikwidowane
| Linia | Data likwidacji     | Trasa                                         | Źródło        |
| ----- | ------------------- | --------------------------------------------- | ------------- |
| 3     | 13 kwietnia 2019    | Os. Ślichowice - Bukówka                      | [ 21 ]        |
| 6     | 1 stycznia 2021     | Żelaznogórska - Pietraszki                    | [ 22 ]        |
| 15    | 29 czerwca 2019     | Os. Sieje - Os. Ślichowice                    | [ 23 ]        |
| 17    | 29 czerwca 2019     | Gruchawka - Kaczmarka                         | [ 23 ]        |
| 20    | 2006-2015           | Żelazna PKS (linia okrężna)                   | [ 24 ] [ 25 ] |
| 22    | 2006-2015           | Olszewskiego Chemar - Podklasztorna           | [ 24 ] [ 25 ] |
| 24    | 1 września 2020     | Kaczmarka - Brynica                           | [ 26 ]        |
| 37    | 13 kwietnia 2019    | Batalionów Chłopskich - Zagórska              | [ 21 ]        |
| 39    | 23 stycznia 2021    | Zalesie - Os. Świętokrzyskie                  | [ 27 ]        |
| 40    | 13 kwietnia 2019    | Kolberga - Suków Babie                        | [ 21 ]        |
| 42    | po 2015 roku        | Ściegiennego lecznica - Kaczmarka / Krakowska | [ 25 ]        |
| 48    | 2006-2015           | Os. Kochanowskiego - Os. Świętokrzyskie       | [ 24 ] [ 25 ] |
| 49    | 10 listopada 2012   | Os. Podkarczówka - Os. Na Stoku               | [ 28 ]        |
| 52    | 1 lipca 2010        | Bukówka - Herby                               | [ 29 ]        |
| 55    | 9 października 2021 | Kaczmarka - Uniwersytecka UJK                 | [ 30 ]        |
| 100   | 9 października 2021 | Żytnia I - Targi Kielce                       | [ 30 ]        |
| 102   | grudzień 2005       | Os. Świętokrzyskie - Os. Podkarczówka         | [ 31 ]        |
| 103   | listopad 2005       | Wrzosowa - Żelazna (Dworzec PKS)              | [ 31 ]        |
| 105   | 28 stycznia 2023    | Sikorskiego - Os. Ślichowice                  | [ 32 ]        |
| 106   | 28 stycznia 2023    | Częstochowska - Cedzyna Zalew                 | [ 32 ]        |
| 109   | 28 stycznia 2023    | Morcinka/działki - Os. Ślichowice             | [ 32 ]        |
| 110   | 9 października 2021 | Ołowiana - Targi Kielce                       | [ 30 ]        |
| 111   | 28 stycznia 2023    | Zalesie - Os. Dąbrowa                         | [ 32 ]        |
| 113   | 28 stycznia 2023    | Kusocińskiego szpital - Os. Świętokrzyskie    | [ 32 ]        |
| C     | 28 stycznia 2023    | Os. Ślichowice - Cedzyna Cmentarz             | [ 32 ]        |
| M     | lipiec 2006         | Praktiker - Żytnia                            | [ 31 ]        |
| N2    | wrzesień 2015       | Bukówka - Herby                               | [ 33 ]        |